# Towarzystwo Miłośników Braniewa
Towarzystwo Miłośników Braniewa – stowarzyszenie kulturalno-naukowe działające w Braniewie, skupiające w swoich szeregach ludzi zainteresowanych historią miasta, regionu i kraju. Stowarzyszenie zostało założone 28 listopada 1978 roku. Głównym celem działalności jest kultywowanie historii ziemi braniewskiej, a także wspieranie działań mających na celu rozwój i promocję turystyczną tych ziem. Towarzystwo swoje cele wykonuje poprzez działalność muzealną, wydawniczą, organizowanie imprez kulturalnych oraz sesji popularnonaukowych.

## Działalność muzealna
Od samego początku istnienia stowarzyszenia jednym z priorytetów działalności było dążenie do utworzenia muzeum miasta Braniewa. Idea długo pozostawała w sferze planów, m.in. ze względu na problem znalezienia odpowiedniej, godnej lokalizacji, właściwej dla tego rodzaju placówki. Brak było też zaangażowania władz lokalnych, a także środków finansowych na zrealizowanie przedsięwzięcia. W 2015 Towarzystwo Miłośników Braniewa wystąpiło do starosty braniewskiego z pismem proszącym o pomoc i podjęcie działań w Kurii Arcybiskupiej, mającym na celu zrealizowanie marzenia wielu mieszkańców Braniewa – utworzenia muzeum.
W styczniu 2016 podpisane zostało porozumienie władz powiatu braniewskiego z Kurią Archidiecezjalną w Olsztynie – właścicielem historycznego obiektu Collegium Hosianum, na mocy którego pomieszczenia po zlikwidowanej bibliotece pedagogicznej zostały użyczone do końca 2025 na obiekt muzealny. Uruchomienie muzeum mogło się odbyć dzięki wsparciu finansowym Starostwa Powiatowego w Braniewie, wsparciu materialnym braniewskich przedsiębiorców oraz pomocy mieszkańców Braniewa. Pomoc ze strony osób wspierających polegała na przekazywaniu niezbędnego wyposażenia oraz odnawianiu pomieszczeń w czynie społecznym. Istotnym czynnikiem powstania muzeum był też dobry klimat ze strony Kościoła oraz dyrekcji Zespołu Szkół Zawodowych, która zajmuje pozostałą część budynku.
Muzeum Ziemi Braniewskiej zostało otwarte 3 września 2016 i prowadzone jest społecznie przez Towarzystwo Miłośników Braniewa. Pozyskiwane bądź wypożyczane są kolejne eksponaty do muzeum, otwierane kolejne wystawy stałe i czasowe. Remontowane i adaptowane na cele muzealne są kolejne pomieszczenia – m.in. przylegająca do obiektu Hosianum średniowieczna 4-kondygnacyjna Wieża Klesza.
Ponadto organizowane są w muzeum konferencje, w tym międzynarodowe, oraz czwartkowe (w ostatnie czwartki miesiąca o godz. 18.00) spotkania z historią. Miejscem tych spotkań przez wiele lat, do września 2022, był spichlerz Mariacki, od listopada 2022 spotkania czwartkowe odbywają się w galerii w podziemiach Braniewskiego Centrum Kultury.

## Działalność kulturalna i popularnonaukowa
Działalność TMB obejmuje następujące obszary:
- dalsze działania mające na celu utrzymanie i rozbudowę braniewskiego muzeum,
- odnowienie herbu biskupa Łukasza Watzenrodego w bazylice św. Katarzyny Aleksandryjskiej,
- organizacja kolejnych edycji konferencji popularnonaukowej „Krańce Europy”,
- odsłonięcie tablic pamiątkowych poświęconych osobom zasłużonym dla miasta,
- stworzenie lapidarium na słynnym cmentarzu św. Jana w Braniewie,
- ustawienie tablic informacyjnych przy istniejących i nieistniejących byłych, a istotnych obiektach Braniewa, m.in.: Zamek Biskupi, Konwikt Szlachecki, Kamienny Dom czy ratusz miejski[1].

## Działalność publicystyczna
Stowarzyszenie wydaje w formie papierowej cykliczną publikację poświęcona historii Braniewa i okolic pt. Celulozowe Muzeum Ziemi Braniewskiej. Wydanie pierwszej części miało miejsce już w grudniu 2014, jako pierwszy przyczynek do utworzenia muzeum, a także tęsknota za niezmaterializowanymi jeszcze dążeniami do jego posiadania. Do 2021 wydanych zostało już pięć części publikacji Celulozowe Muzeum Ziemi Braniewskiej.
Ponadto wydawane są publikacje okolicznościowe poświęcone konkretnym budowlom, osobom lub wydarzeniom, jak np. Historia braniewskiej fary, Życie i działalność ks. Tadeusza Brandysa, Informator pokonferencyjny „Krańce Europy” i inne.

## Przewodniczący/prezesi Towarzystwa Miłośników Braniewa
Kolejnymi szefami stowarzyszenia byli:
- Apolinary Skrodzki (od 1978)
- Leon Jarmałkowicz
- Józefa Borowiak
- Franciszka Kasprzycka
- Zbigniew Kędziora (od 2009 roku)[1]